# XF-109
Die Bezeichnung XF-109 wurde von der USAF nie offiziell einem Flugzeug zugeordnet. Meistens wird jedoch in der Literatur der Überschall-VTOL-Entwurf Bell D188A damit in Zusammenhang gebracht.

## Übersicht der F-109-Zuordnungen

### X-13
Mitte der 1950er Jahre wurde in einigen Publikationen XF-109 als offizielle Bezeichnung für die Ryan X-13 ausgegeben. Es gibt jedoch keinen Hinweis darauf, dass dieses Experimentalflugzeug jemals als Jagdflugzeug eingesetzt werden sollte.

### McDonnell F-101B
Auch die McDonnell F-101B wurde zeitweilig inoffiziell als F-109 bezeichnet, wobei McDonnell am 12. Mai 1955 sogar eine Datenbroschüre herausgab, auf der F-109 als „Proposed“ (vorgeschlagen) vermerkt war. Das Vergabeersuchen von McDonnell wurde aber von der USAF abgelehnt.

### Bell D188A
Üblicherweise wird die F-109-Bezeichnung dem Entwurf Bell D188A zugeordnet. Obwohl sowohl Bell als auch das „Air Research and Development Command“ die YF-109-Bezeichnung um das Jahr 1958 zweimal beim USAF-Hauptquartier beantragten, wurde das Gesuch schließlich abgelehnt. Die Bell D188A war ein „Private Venture“ Projekt eines Mach2+ VTOL-Jagdflugzeugs auf Anforderungen, welche 1955 von den Streitkräften herausgegeben worden waren. Der Hochdecker sollte mit acht General Electric J85-GE-5 Turbojets ausgerüstet werden, wobei zwei Triebwerke horizontal im Heck eingebaut und dort über zwei kurze Einläufe mit Luft versorgt werden sollten. Zwei weitere J85 waren vertikal eingebaut direkt hinter dem Cockpit vorgesehen, um Auftrieb während des senkrechten Start- und Landevorgangs zu liefern. Beim Horizontalflug wurden sie abgeschaltet. Die restlichen vier Triebwerke waren in zwei schwenkbaren Gondeln an den Tragflächenenden untergebracht. Die Höchstgeschwindigkeit sollte Mach 2,3, die maximale Einsatzhöhe über 20.000 Meter und die Waffenzuladung 3600 kg betragen.
US Air Force und US Navy stellten für die Projektphase I zusammen 17 Millionen US-$ zur Verfügung, wovon mit einem Aufwand von 600.000 Mannstunden eine vollmaßstäbliche Attrappe hergestellt und 3500 Windkanalstunden finanziert wurden. Eine weitere Förderung fand jedoch nicht statt, so dass das Projekt aufgegeben wurde. Später wurde die konstruktive Auslegung der D188A von der EWR VJ 101C wieder aufgenommen.